# Elezioni parlamentari in Giappone del 2005
Le elezioni parlamentari in Giappone del 2005 si tennero l'11 settembre per il rinnovo della Camera dei rappresentanti. In seguito all'esito elettorale, Jun'ichirō Koizumi, esponente del Partito Liberal Democratico, fu confermato Primo ministro. La guida del governo fu poi assunta da Shinzō Abe, quindi da Yasuo Fukuda e, infine, da Tarō Asō, tutti di estrazione liberal-democratica.

## Risultati
| Liste                            | Proporzionale | Proporzionale | Proporzionale | Maggioritario | Maggioritario | Maggioritario | Totale seggi |
| Liste                            | Voti          | %             | Seggi         | Voti          | %             | Seggi         | Totale seggi |
| -------------------------------- | ------------- | ------------- | ------------- | ------------- | ------------- | ------------- | ------------ |
| Partito Liberal Democratico      | 25 887 798    | 38,18         | 77            | 32 518 389    | 47,77         | 219           | 296          |
| Partito Democratico del Giappone | 21 036 425    | 31,02         | 61            | 24 804 786    | 36,44         | 52            | 113          |
| Kōmeitō                          | 8 987 620     | 13,25         | 23            | 981 105       | 1,44          | 8             | 31           |
| Partito Comunista Giapponese     | 4 919 187     | 7,25          | 9             | 4 937 375     | 7,25          | -             | 9            |
| Partito Socialdemocratico        | 3 719 522     | 5,49          | 6             | 996 007       | 1,46          | 1             | 7            |
| Nuovo Partito Giapponese         | 1 643 506     | 2,42          | 1             | 137 172       | 0,20          | -             | 1            |
| Nuovo Partito del Popolo         | 1 183 073     | 1,74          | 2             | 432 679       | 0,64          | 2             | 4            |
| Nuovo Partito Daichi             | 433 938       | 0,64          | 1             | 16 698        | 0,02          | -             | 1            |
| Altri                            | 0             | 0,00          | -             | 1 557         | 0,00          | -             | -            |
| Indipendenti                     | 0             | 0,00          | -             | 3 240 521     | 4,76          | 18            | 18           |
| Totale                           | 67 811 069    | 100           | 180           | 68 066 289    | 100           | 300           | 480          |

- Per la quota maggioritaria, i voti conseguiti dalle liste e il totale dei voti validi si intendono approssimati per difetto (senza parte decimale).